# 日月潭燈杆
日月潭燈杆或稱為日月潭土亭仔燈塔，位處南投縣魚池鄉日月潭。建於1987年，是僅有不靠海岸的燈塔。塔高6公尺、塔燈754公尺。由於日月潭多霧，夜間航行的船隻時常會衝撞到凸起的陸地，於是南投縣風景區管理所就在該處興建燈杆。